# Falsepilysta albostictica
Falsepilysta albostictica är en skalbaggsart som beskrevs av Stefan von Breuning 1939. Falsepilysta albostictica ingår i släktet Falsepilysta och familjen långhorningar.
Artens utbredningsområde är Filippinerna. Inga underarter finns listade i Catalogue of Life.